# Baby Alice
Baby Alice är en musikgrupp som består av Tim Åström, Andreas Svensson, och My Höglund. De har släppt låtar sedan 2005. Dom har skivkontrakt med Ultra Music.  
Gruppen gör modern catchy dansmusik med inslag av 1990- och 2000-talet. De varierar gärna mellan olika sångerskor för att hitta nya sound och talanger.

## Karriär
Deras hit-låt "Mr. DJ" blev en riktig storsäljare, då den låg på topp 5 på Sveriges största nätradio-kanaler. "Mr. DJ" var även det som gjorde att Baby Alice fick ett skivkontrakt med Warner Music Sweden . Låten fick även vara med på samlingsskivan Absolute Dance Move Your Body - Autumn 2007 som gavs ut i september 2007.
Gruppen växte fram mer och mer på den svenska musikscenen, men började senare att turnera mestadels utomlands.
2008 skrev Baby Alice på för Catchy Tunes.  
I samarbete släppte de låten "Piña Colada Boy" som etablerat sig starkt runt i världen. Inte minst Ryssland där den under flera månader låg som Rysslands femte mest spelade låt på radio.
Gruppen blev tvungna att pausa allt på grund av sjukdom, men har nu (2020) startat om på nytt.

## Diskografi

### Singlar
- 2007 – "Mr. DJ"
- 2009 – "Hurricane"
- 2010 - "Piña Colada Boy"
- 2011 - "Heaven is a dancefloor"
- 2013 - "S.E.X.Y"
- 2015 - "One World"
- 2016 - "Naked"
- 2018 - "VM-Feber" (Fifa World Cup 2018 in Russia) (Remake)
- 2020  - "Woff"
- 2020  - "Ice Cream"
- 2022 - "Raver"